# Cercyon bifenestratus
Cercyon bifenestratus är en skalbaggsart som beskrevs av Küster 1851. Cercyon bifenestratus ingår i släktet Cercyon, och familjen palpbaggar. Arten är reproducerande i Sverige.